# Віфінсько-пергамська війна (значення)
Віфінсько-пергамські війни — низка військових конфліктів двох малоазійських царств, котрий
- Віфінсько-пергамська війна (186—183 до н.е.) — військовий конфлікт двох малоазійських царств, який відносять до середини 180-х років до н. е.
- Віфінсько-пергамська війна (156—154 до н.е.) — військовий конфлікт двох малоазійських царств, що стався в середині 150-х років до н. е.